# Sashimi

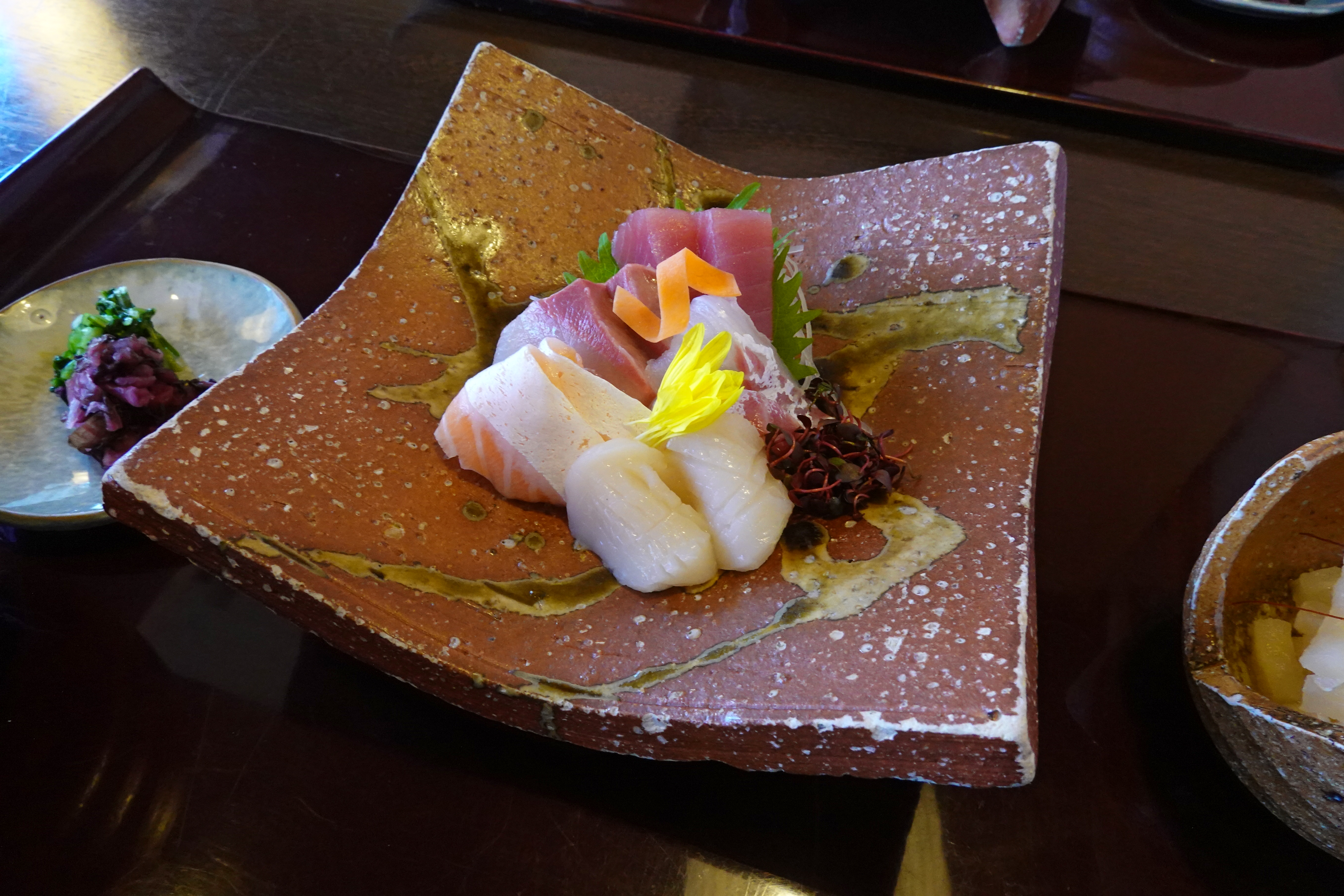
Sashimi auf Shigaraki-Keramik Teller.

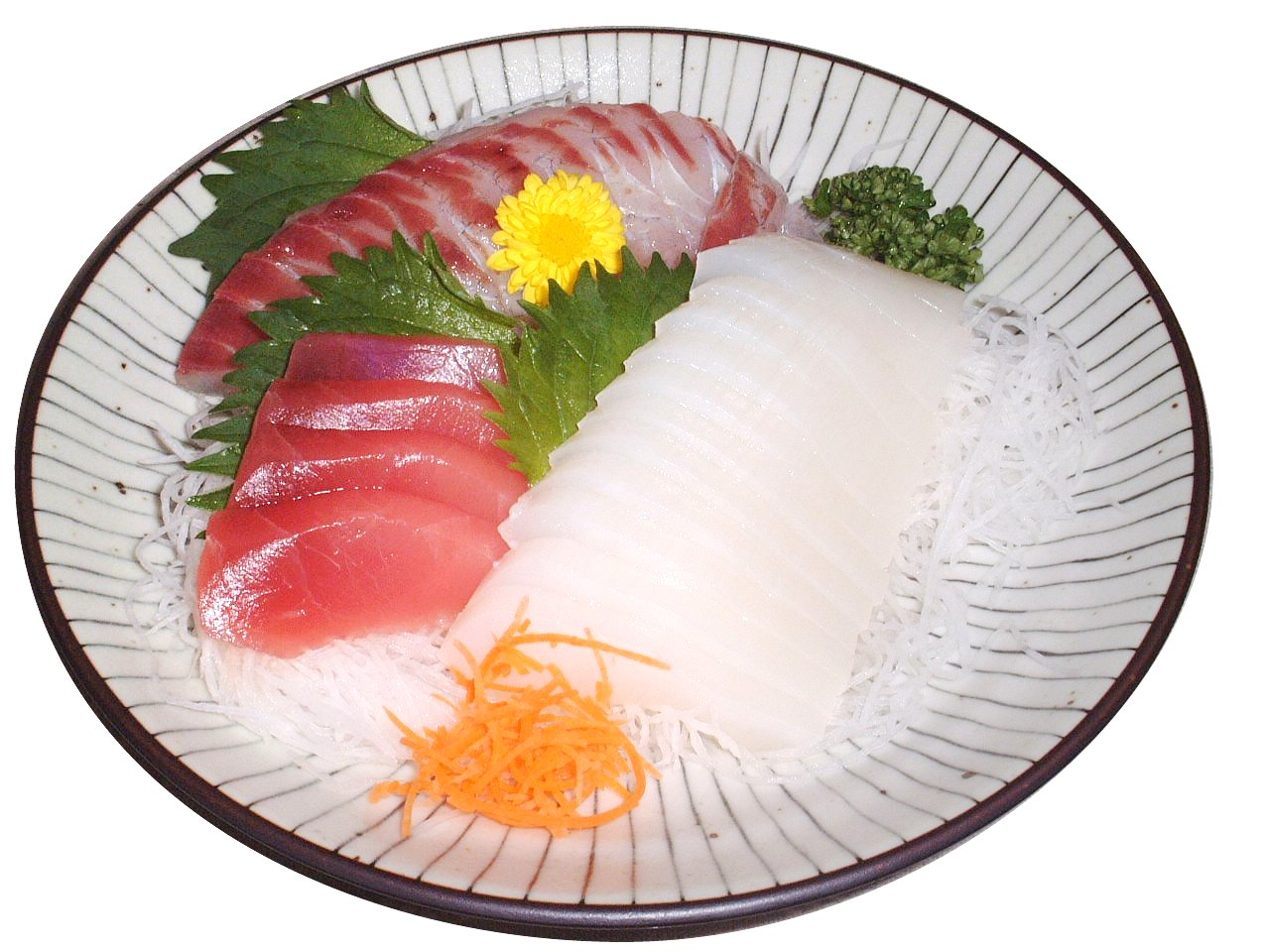
Sashimi

Sashimi [ˈsə.ʃiː.miː] (anhörenⓘ) (jap. 刺身, sasu für „durchstechen“ und mi für „Körper“) ist in der japanischen Küche eine beliebte Zubereitungsart von rohem Fisch und Meeresfrüchten. Im Handel wird Fisch von entsprechender Güte, wie er für die Zubereitung erforderlich ist, als Sashimi oder Sashimi-Qualität bezeichnet.

## Allgemeines
Im Unterschied zu Sushi wird der Fisch nicht mit Reis serviert. Für Sashimi werden fast ausschließlich Filetstücke verwendet; auch die Art, wie der Fisch geschnitten wird, unterscheidet sich vom Sushi.
Entscheidend ist das richtige Filetieren sowie die kunstvolle und ästhetische Darreichung des Fisches, da die 3–4 mm dicken Filets ansonsten keine weitere Behandlung erfahren, d. h. roh und ungewürzt serviert werden. Lediglich einige wenige Fischsorten sowie Meeresfrüchte können eingelegt oder gekocht sein. Ein sehr scharfes Messer (Yanagi-ba) ist deshalb bei der Zubereitung wichtig.
Die Frische des Fisches ist für Sashimi von großer Bedeutung. Schon bei leichtem Geruch ist er für die Zubereitung ungeeignet. Teilweise wird auf tiefgekühlten, bereits an Bord der Fangschiffe eingefrorenen Fisch zurückgegriffen. Bei der Ikizukuri-Zubereitung werden lebende Meerestiere zu Sashimi verarbeitet. Als Beweis der Frische wird der noch zuckende Körper, infolge von Reflexen, mit Kopf als Dekoration präsentiert.
Abhängig von der Jahreszeit sind unterschiedliche Fischsorten geeignet. Dies ist mit der jeweiligen Laichzeit und vom Zug der Fischschwärme begründet. Da die meisten Süßwasserfische wegen eines möglichen Fischbandwurmbefalls nicht roh gegessen werden sollten, werden für Sashimi fast nur Meeresfische verwendet. Am weitesten verbreitet ist die Verwendung von Thunfisch. Ebenso werden einige Meeresfische, die einen Teil ihres Lebens im Süßwasser verbringen, nur gekocht oder gegrillt serviert (z. B. Aale, nicht aber Zucht-Lachse). Wildlachse werden von den Ureinwohnern Japans, den Ainu, zuerst gefroren und dann im gefrorenen Zustand geschnitten und verzehrt. Dieses Gericht wird Ruibe (ルイベ) genannt.
Zu den wenigen Süßwasserfischen, die als Sashimi verzehrt werden, gehören der Ayu (鮎), der sich hauptsächlich von einer bestimmten Algenart ernährt und deshalb auch keine Parasiten aufnimmt, sowie der Koi-Karpfen (鯉). Da dieser eine zähe Textur aufweist, wird jede Sashimischeibe vom Koch für eine Minute in 50 °C warmes Wasser gelegt und dann in Eiswasser gegeben. Dabei wird auch der oft vorhandene schlammige Geschmack ausgewaschen (洗い, „Arai“, Waschen).
Gereicht wird Sashimi mit Wasabi (japanischer Meerrettich), Shoyu (Sojasauce), Gari (eingelegter Ingwer), Shiso (Perilla) sowie mit in feine Fäden geschnittenen Daikon (weißer Rettich) und Karotten.
Zu Sashimi passende Getränke sind grüner Tee, japanisches Bier oder Sake.

## Für Sashimi geeignete Fischsorten und Meeresfrüchte
- Akagai (赤貝) – Klaffmuschel

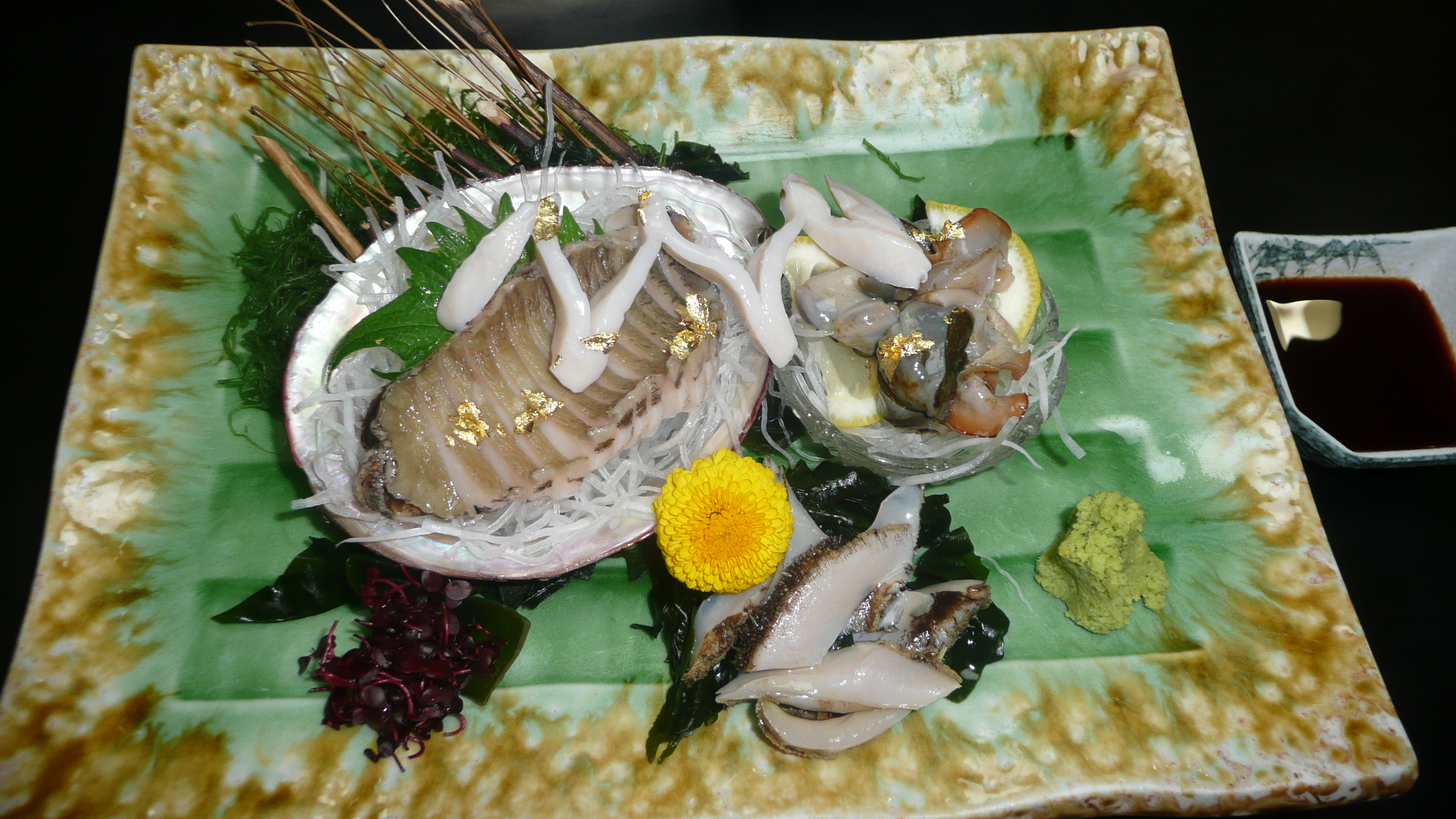
Awabi sashimi mit Blattgold

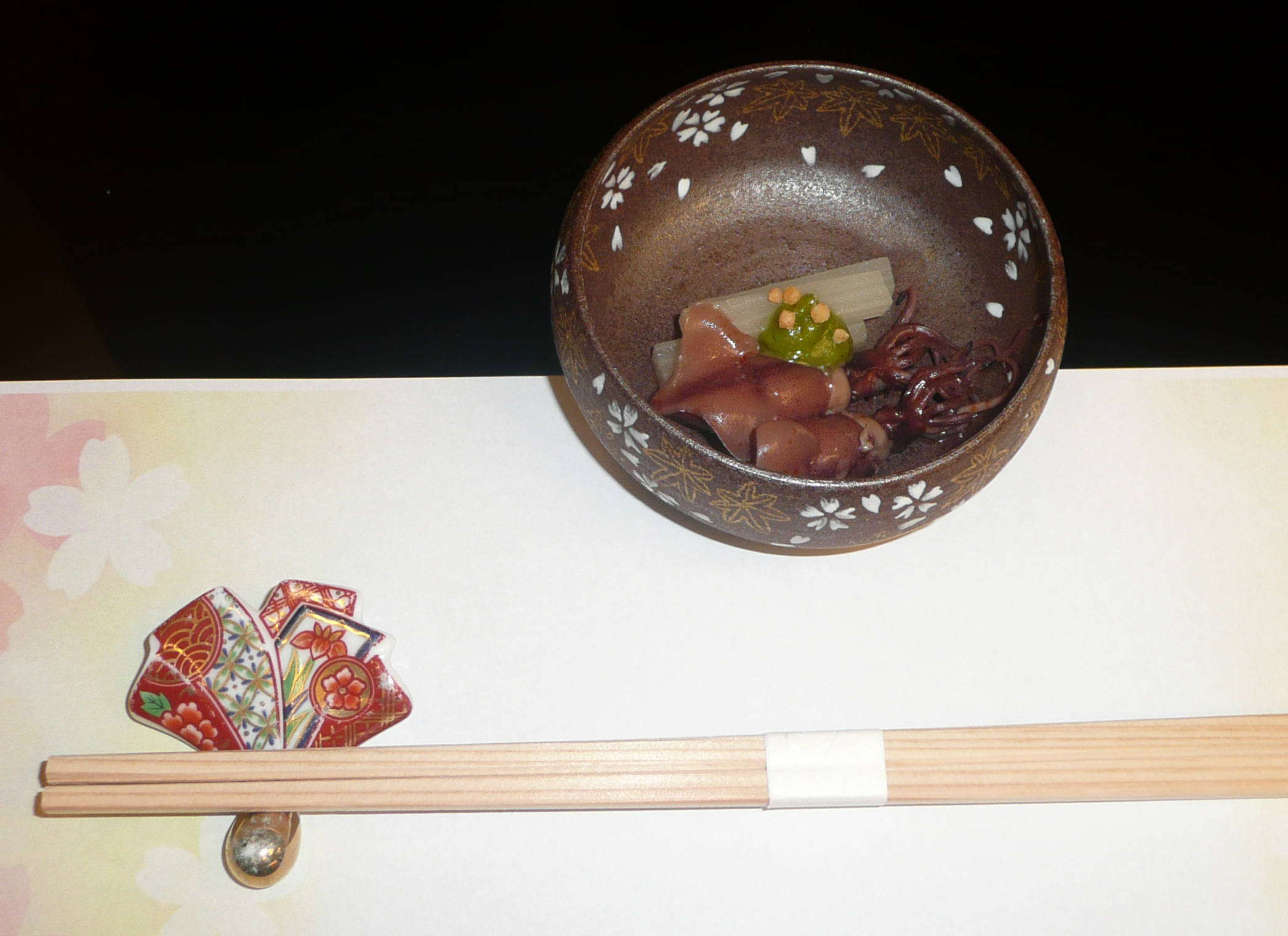
Ika Sashimi als Teil eines mehrgängigen japanischen Menüs

- Amaebi (甘海老) – Eismeergarnele (Pandalus borealis)
- Anago (穴子) – Meeraal
- Awabi (鮑) – Seeohr
- Ebi (海老) – Riesengarnele siehe auch Odori ebi (Sashimi von lebenden Garnelen)
- Fugu (河豚) – Kugelfisch (Takifugu)
- Hamachi/Buri (鰤) – Japanische Seriola (Seriola quinqueradiata)
- Hirame (比目魚) – Japanische Flunder (Paralichthys olivaceus)
- Hotate-gai (帆立貝) – Jakobsmuschel (Patinopecten yessoensis)
- Ika (烏賊) – Kalmar
- Katsuo (鰹) – Echter Bonito (Katsuwonus pelamis)
- Kaki (牡蠣) – Auster
- Kanpachi (間八) – Gelbschwanzmakrele (Seriola dumerili)
- Kohada (小鰭) – Gefleckter Pazifikhering (Konosirus punctatus)
- Me-kajiki (目梶木) – Schwertfisch
- Maguro/Toro (鮪) – Thunfisch
- Miru-gai (海松貝) – Elefantenrüsselmuschel
- Saba (鯖) – Makrele
- Sake (鮭) – Lachs (besonders außerhalb Japans beliebt)
- Sanma (秋刀魚) – Pazifischer Makrelenhecht (Cololabis saira)
- Suzuki (鱸) – Japanischer Barsch (Lateolabrax japonicus)
- Tai (鯛) – Meerbrasse (Pagrus major)
- Tako (蛸) – Riesenkrake
- Unagi (鰻) – Aal (Anguilla japonica)

In einigen Restaurants wird auch Hühner-Sashimi angeboten. Vor allem Hühnerbrust, aber auch die Leber oder das Herz des Hühnchens werden roh verzehrt. Auch die Verwendung von Rindfleisch (Wagyu-Rind) als Sashimi ist möglich, jedoch selten. Weitere Beispiele für Sashimi von Landwirbeltieren sind lokal beschränkt wie Ziegen-Sashimi auf Okinawa und Pferde-Sashimi u. a. in Kumamoto und Aizu-Wakamatsu. Auch sollte Wal-Sashimi erwähnt werden.

## Verschiedene Arten der Präsentation von Sashimi

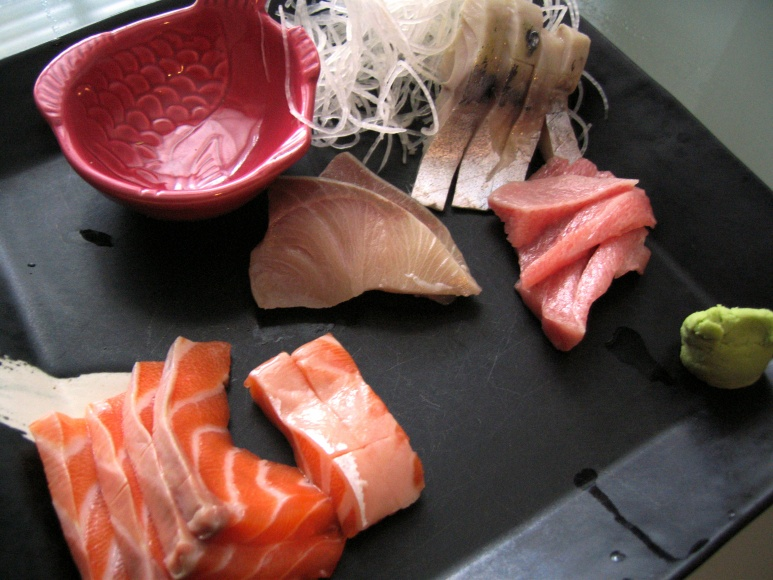
Sashimi in Stücken
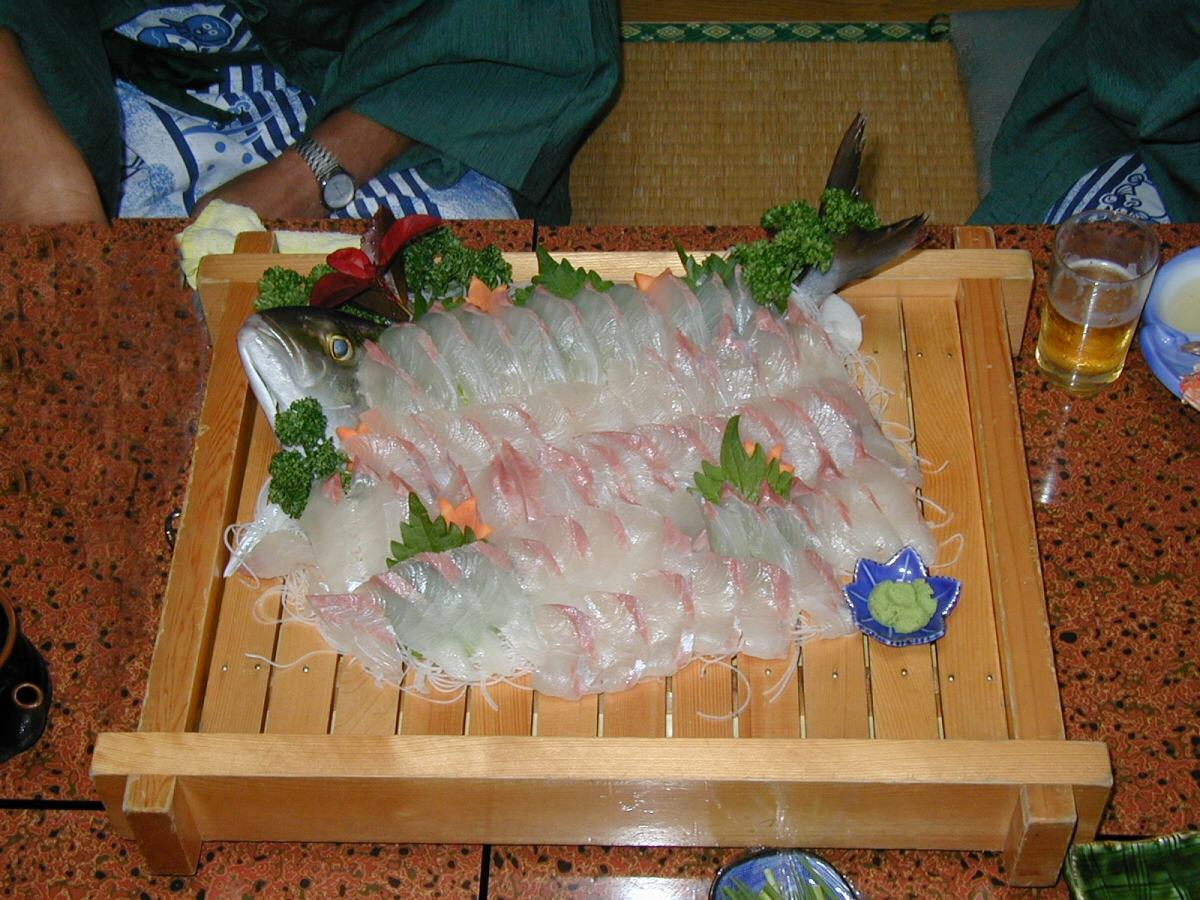
Sashimi aus Gelbschwanzmakrele
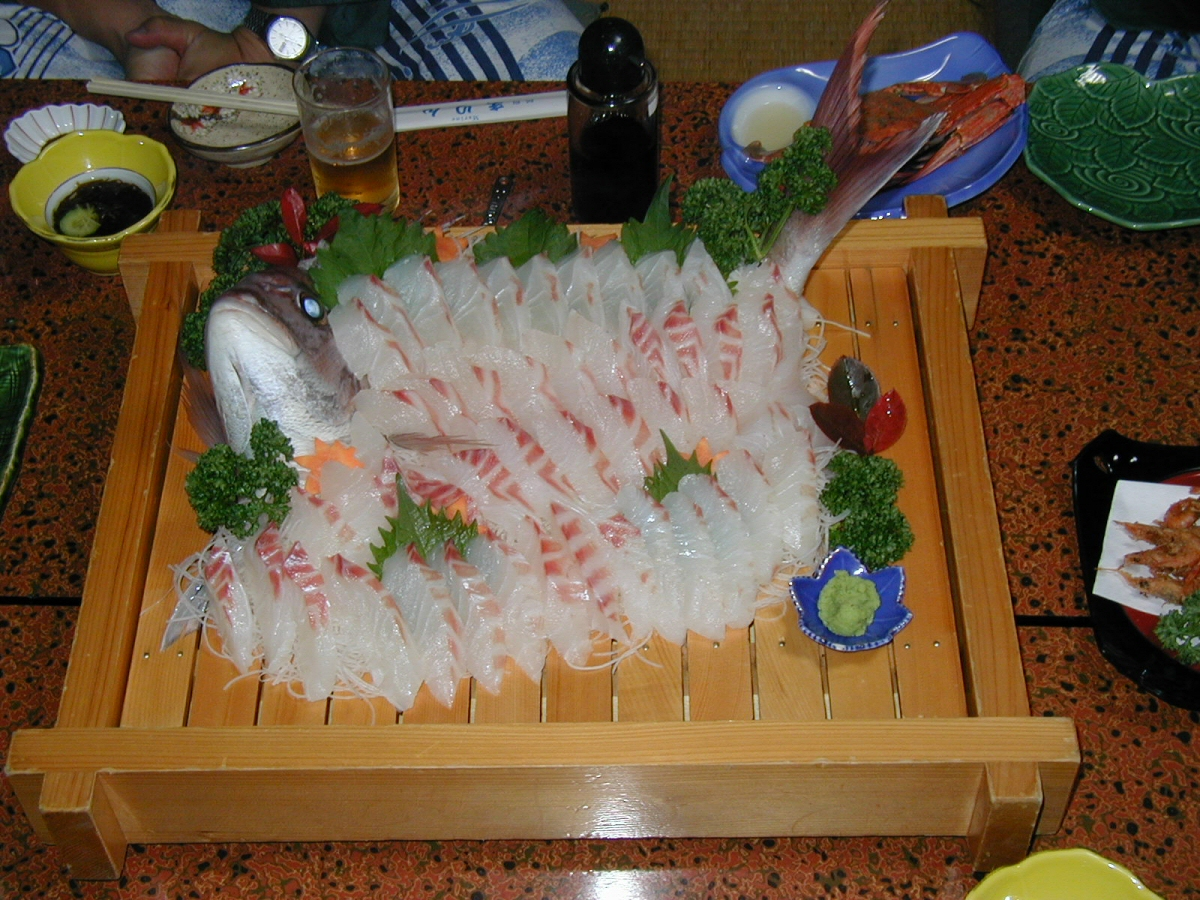
Sashimi aus Meerbrasse
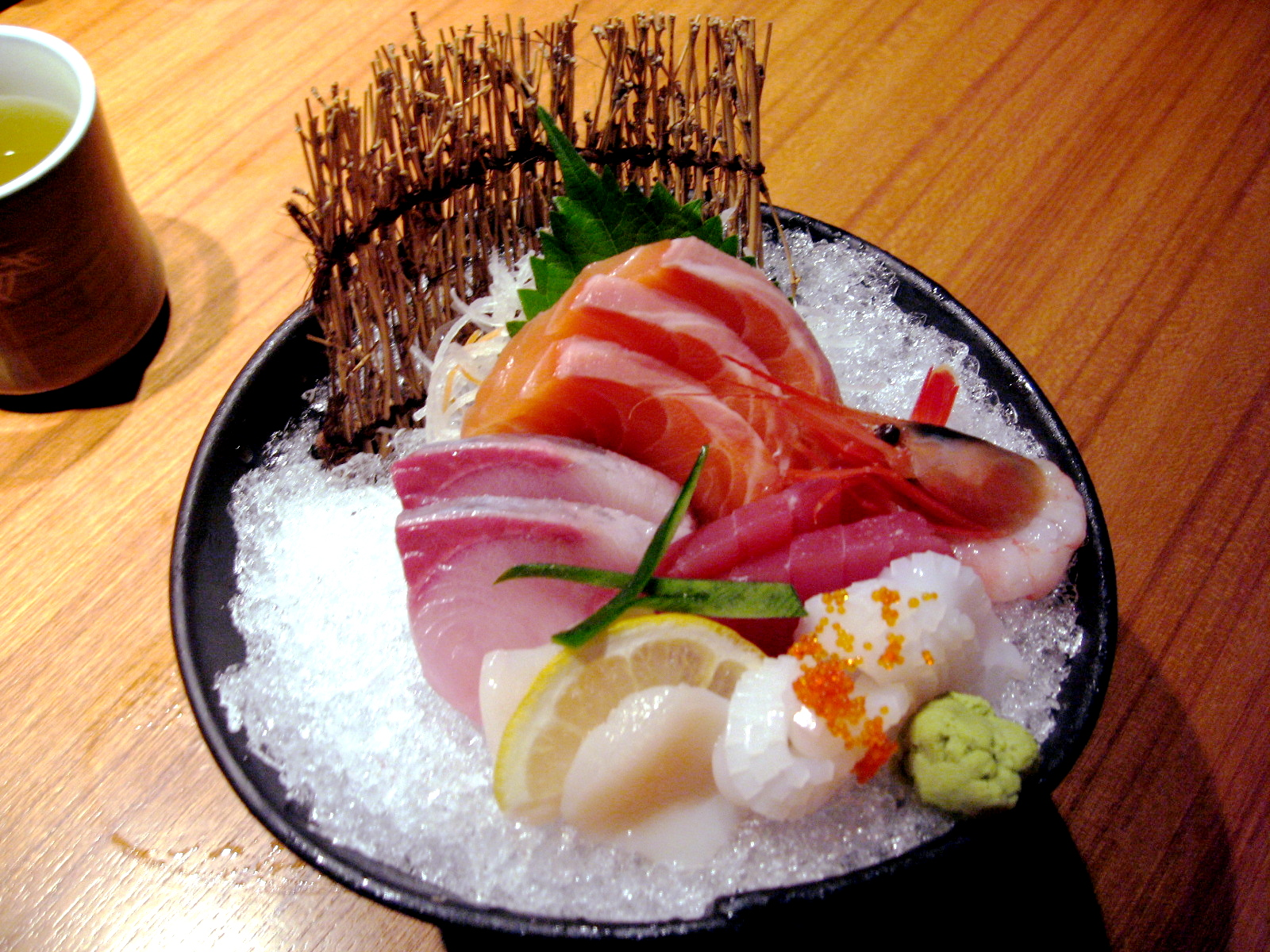
Sashimi
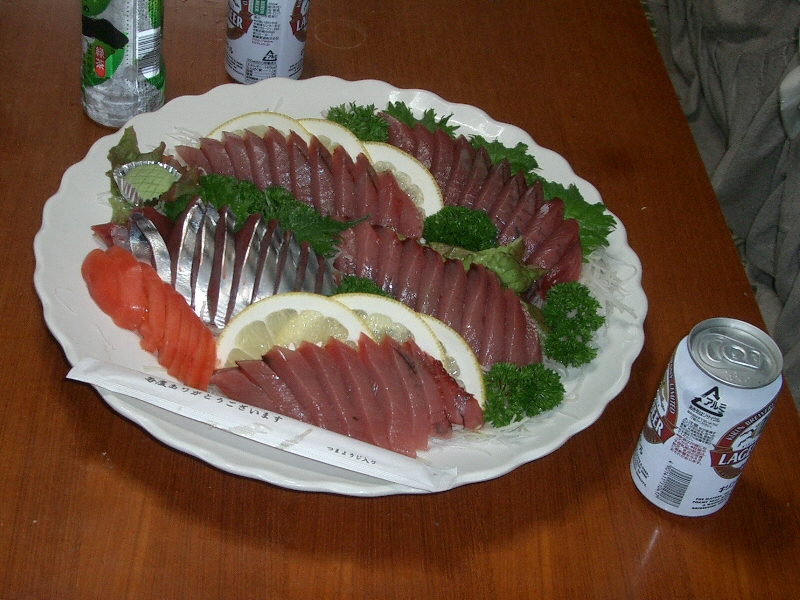
Sawachi-Ryori – Sashimi nach Kōchi-Art